# Cicada 3301
Cicada 3301 – tajemnicza organizacja, o której po raz pierwszy usłyszano 4 stycznia 2012 roku, poprzez umieszczonego przez nią na portalu 4chan obrazka z tajemniczą wiadomością: „Witajcie. Szukamy wysoce inteligentnych jednostek. Aby ich znaleźć, stworzyliśmy specjalny test. W tym obrazie została ukryta wiadomość. Znajdź ją, a trafisz na drogę, która w końcu skieruje cię do nas. Nie możemy się doczekać spotkania z tymi kilkoma, którzy przebędą całą tę drogę. Powodzenia.”. Użytkownicy, którym udało się rozwiązać poszczególne zagadki, natrafiali na kolejne. Z czasem zadania stawały się coraz trudniejsze. Pojawiały się w nich liczby pierwsze, cyfry Majów, szesnastkowy system liczbowy oraz linki do różnych stron. W różnych miastach na świecie można było znaleźć plakat z logo organizacji i kodem QR, po którego zeskanowaniu internauci natrafiali na kolejną zagadkę. Niektórzy wywnioskowali, iż jest to dowód na to, że Cicada 3301 jest organizacją o zasięgu globalnym.
Samo zdjęcie cykady nawiązywało do Milczenia Owiec Thomasa Harrisa, z czym związana była jedna z zagadek.
Zagadki opierały się głównie na: literaturze, poezji, matematyce, filozofii, steganografii oraz kryptologii.
Kolejne zagadki publikowane były 4 stycznia 2013 roku oraz 4 stycznia 2014 roku.
Redakcja gazety „The Washington Post” umieściła zagadki Cicada 3301 na liście 5 najbardziej niesamowitych i nierozwiązanych zagadek Internetu.
United States Navy jako część programu rekrutującego nowych pracowników stworzyło kryptograficzne zadanie „Project Architeuthis” bazujące na pracach Cicada 3301.

## Kody QR
Miejscowości, w których można było znaleźć plakaty z kodem QR i logo organizacji:
- Annapolis, Maryland
- Chino, Kalifornia
- Columbus, Georgia
- Dallas, Teksas
- Erskineville, Australia
- Fayetteville (Arkansas), Arkansas
- Grenada, Hiszpania
- Greenville, Teksas
- Haleiwa, Hawaje
- Little Rock, Arkansas
- Los Angeles, Kalifornia
- Miami, Floryda
- Moskwa, Rosja
- Nowy Orlean, Luizjana
- Okinawa, Japonia
- Paryż, Francja
- Portland, Oregon
- Seattle, Waszyngton
- Seul, Korea Południowa
- Warszawa, Polska